# 小行星9260
小行星9260（9260 Edwardolson）是一颗绕太阳运转的小行星，为主小行星带小行星。该小行星于1953年10月8日发现。

## 轨道参数
小行星9260的轨道半长轴为2.2894765 UA，离心率为0.23。